# Wappen der Stadt Weißenburg in Bayern
Das Wappen der Stadt Weißenburg in Bayern ist das Hoheitszeichen der Großen Kreisstadt Weißenburg in Bayern im mittelfränkischen Landkreis Weißenburg-Gunzenhausen. Es war zugleich jahrhundertelang das Wappen der Reichsstadt Weißenburg.

## Blasonierung
„In Rot eine silberne Burg mit zwei Zinnentürmen, darüber schwebend ein goldener Schild mit schwarzem Doppeladler.“

## Geschichte
In einem Abdruck eines Siegels aus dem Jahr 1241 ist das älteste Wappen der damaligen Reichsstadt Weißenburg überliefert, der auf der rechten Spalte einen halben Reichsadler und auf der linken Seite eine Burg mit halben Turm am Spalt und einem Mauerstück zeigt. Friedrich III. verlieh Weißenburg 1481 das Wappen in seiner heutigen Gestalt. Im originalen Wappenbrief lautet die Blasonierung „einen roten schilde, darinne ein weisse stat mit zweien thurnen, steende zwischen derselben thurne in einem gelben oder goldfarbenen schild ein swarzer adler mit zweien häuptern …“. Anstelle des Adlers stand von 1808 bis 1835 der Großbuchstabe W. Bis 1967 findet sich in den Siegeln der Stadt ein Engel als Schildhalter.

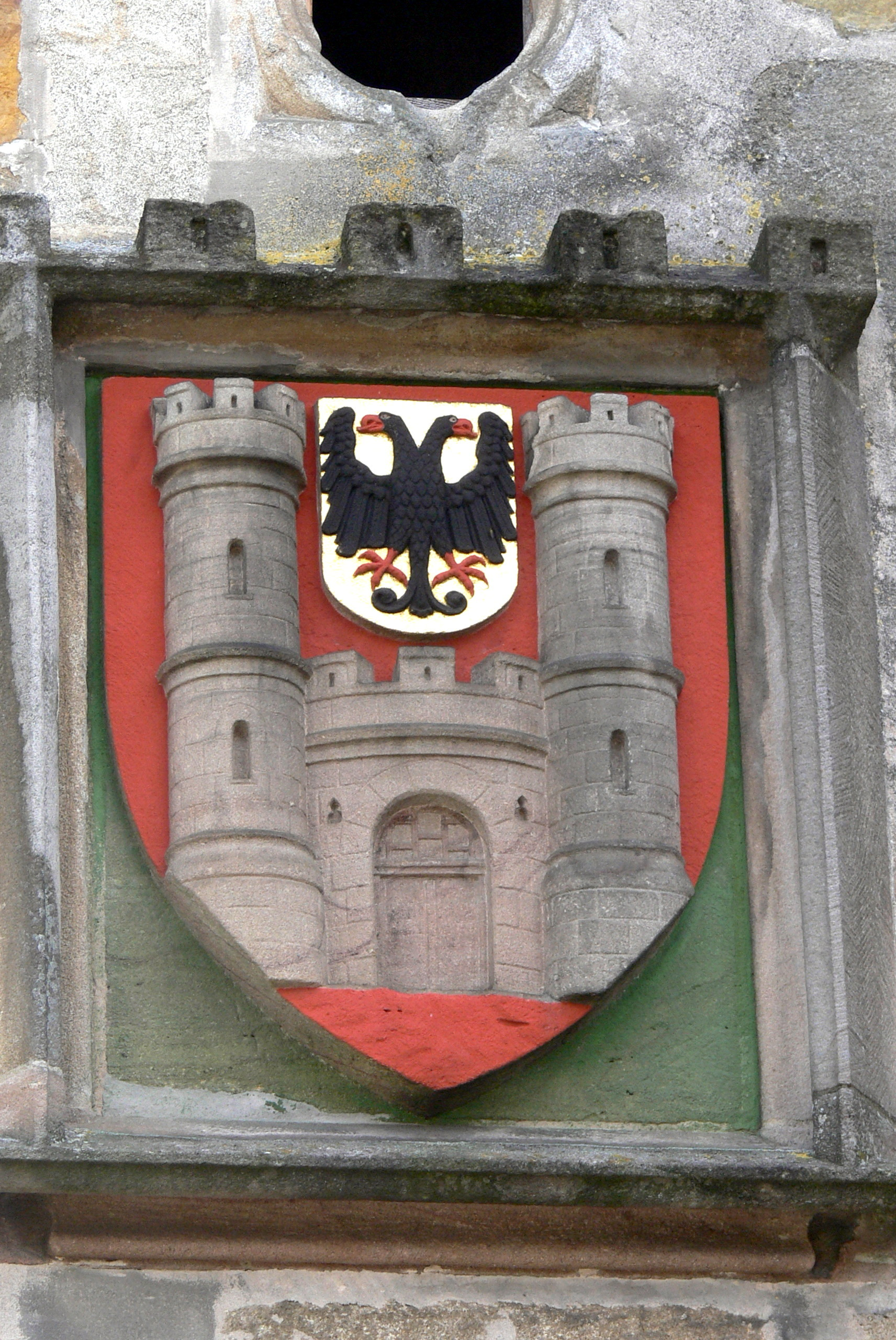
Ellinger Tor: Das heutige Wappen (seit 1481)
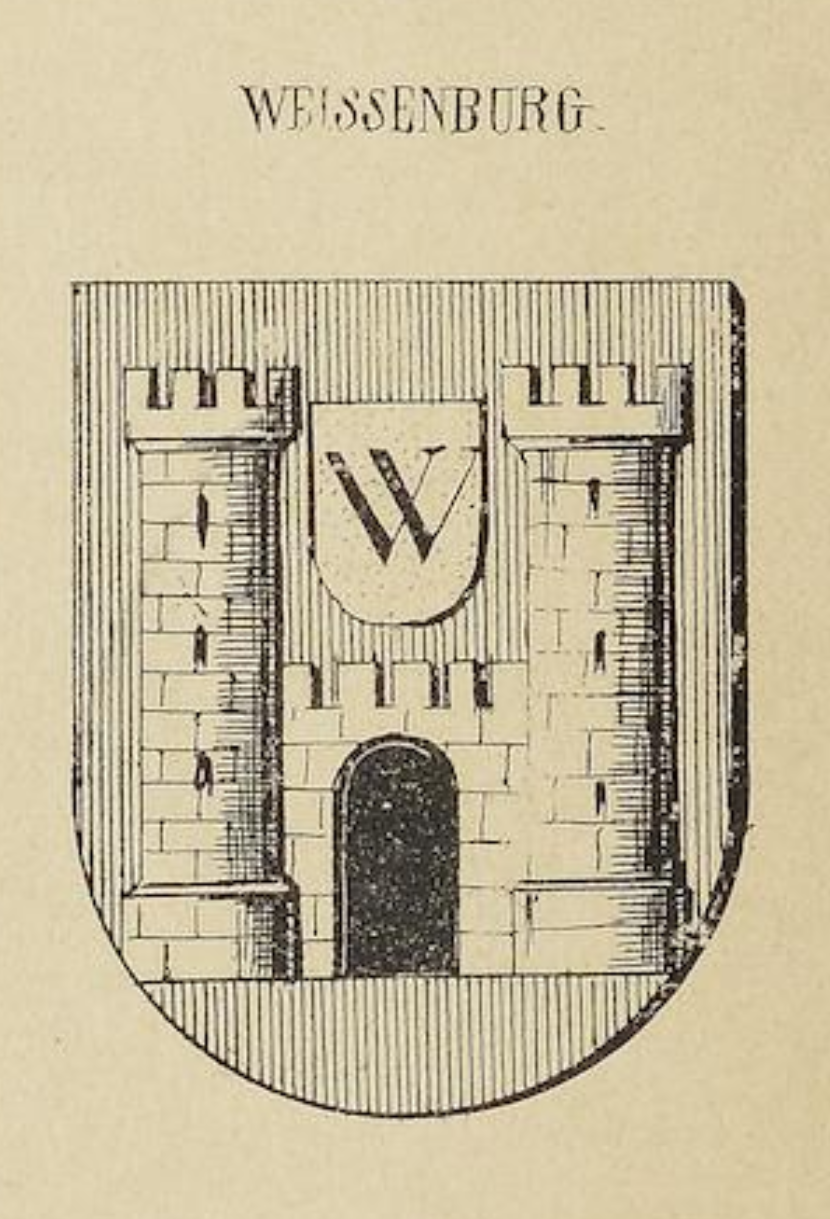
Das Wappen zwischen 1808 und 1835 in Siebmacher’s Wappenbuch (von Clericus, von Hefner und Gautsch)
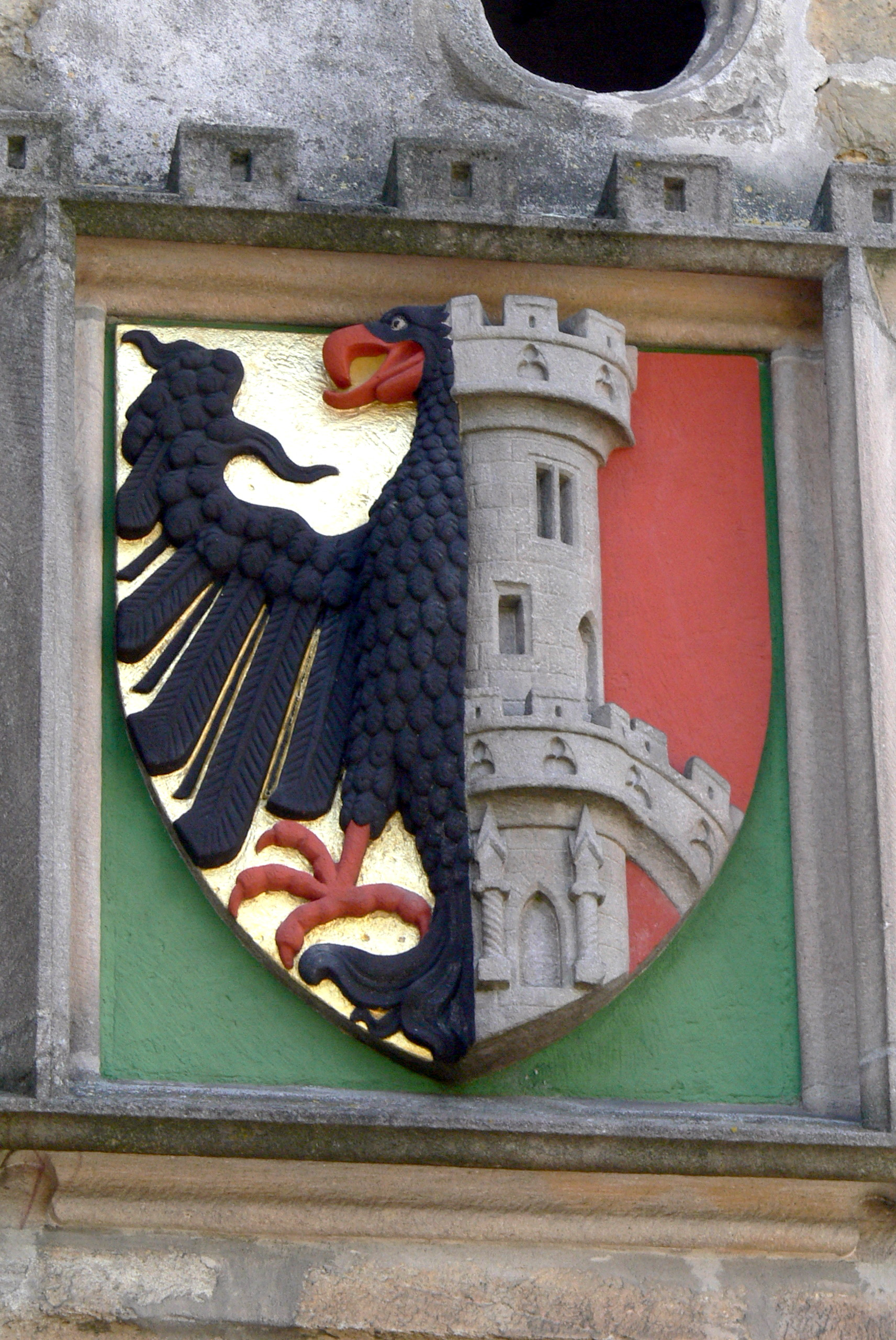
Ellinger Tor: Das Wappen von 1241
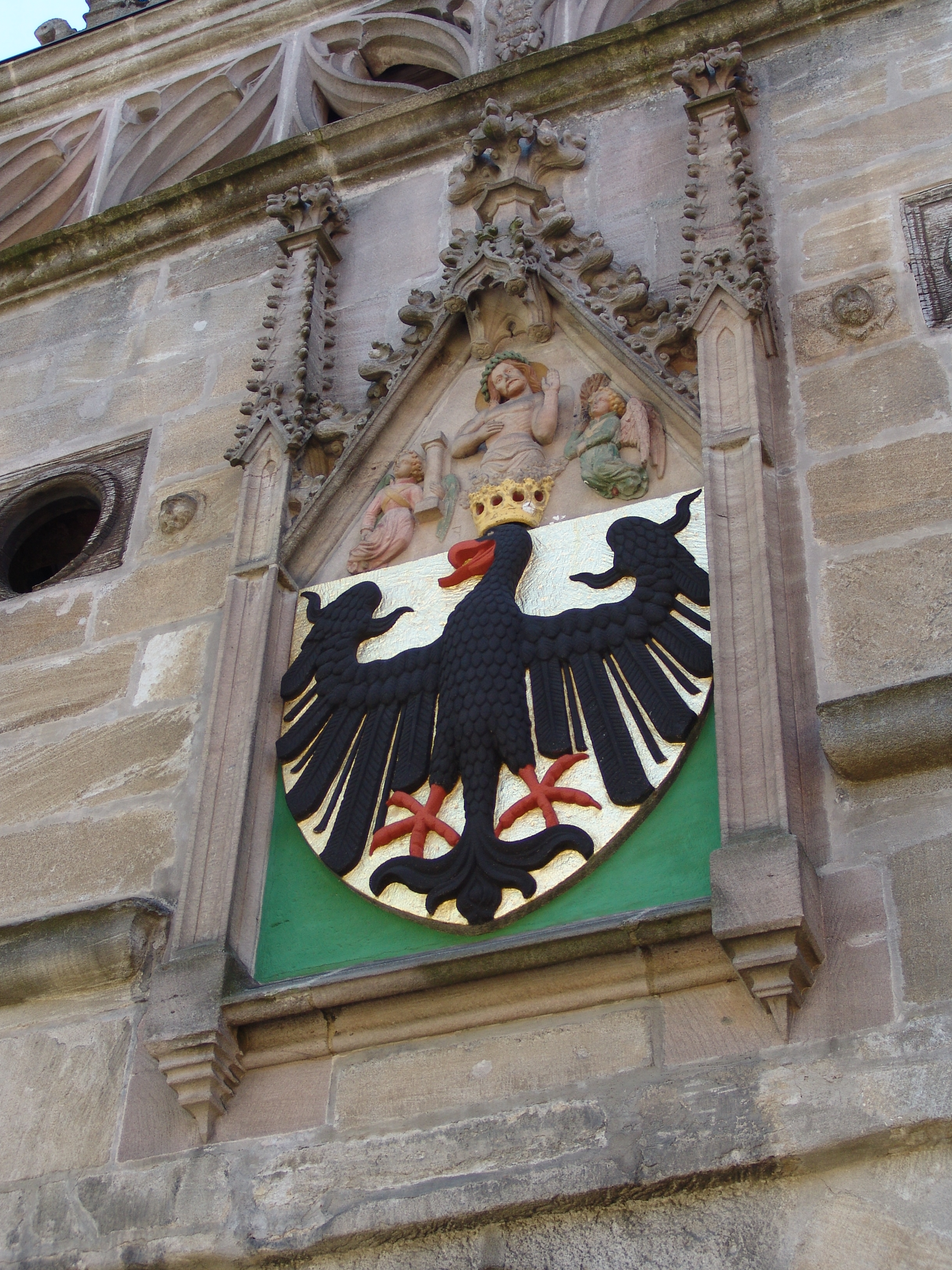
Ellinger Tor: Das Reichswappen
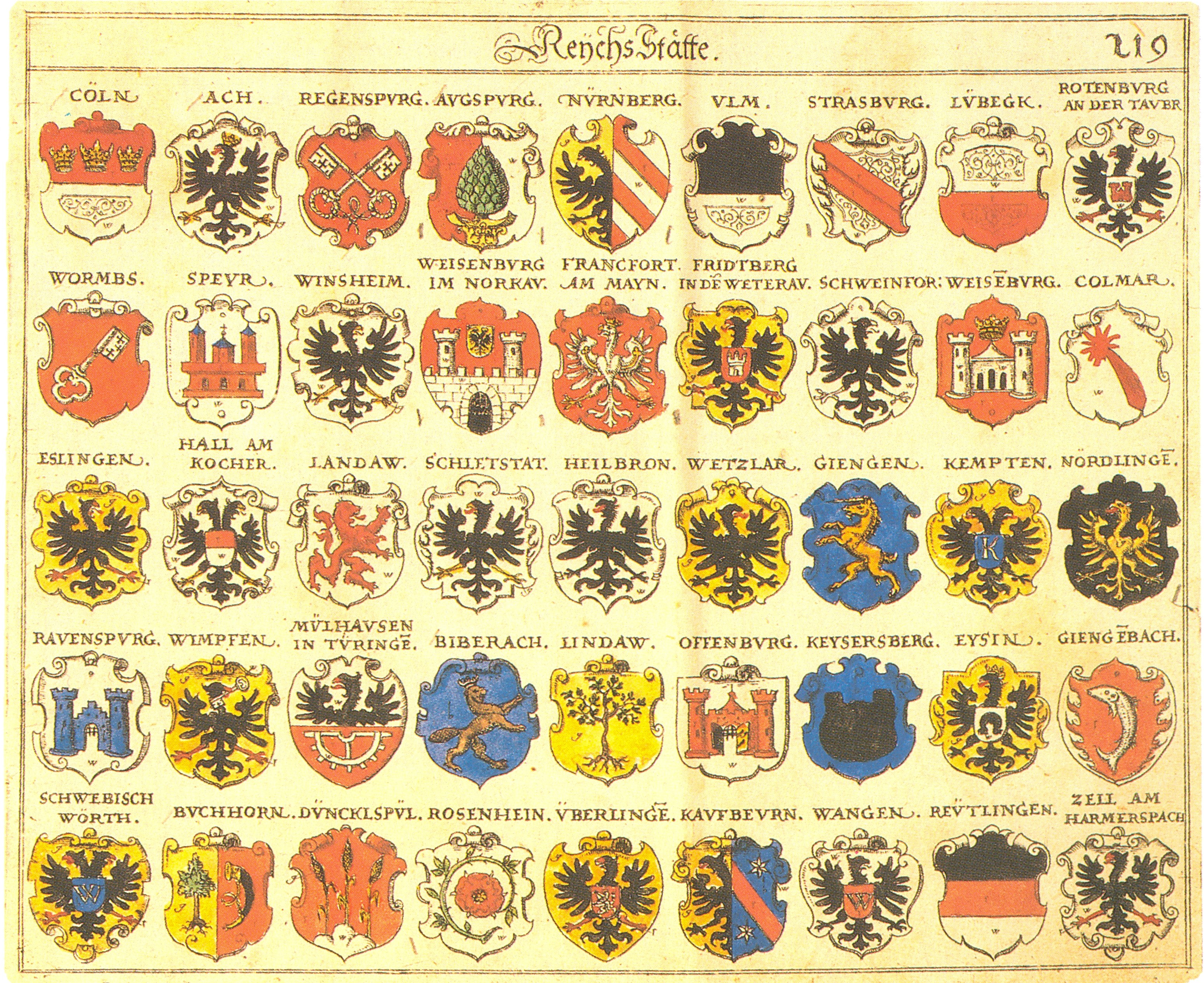
Neues Wappenbuch von Johann Siebmacher; Das Wappen der Stadt ist mittig in der zweiten Reihe von oben zu sehen
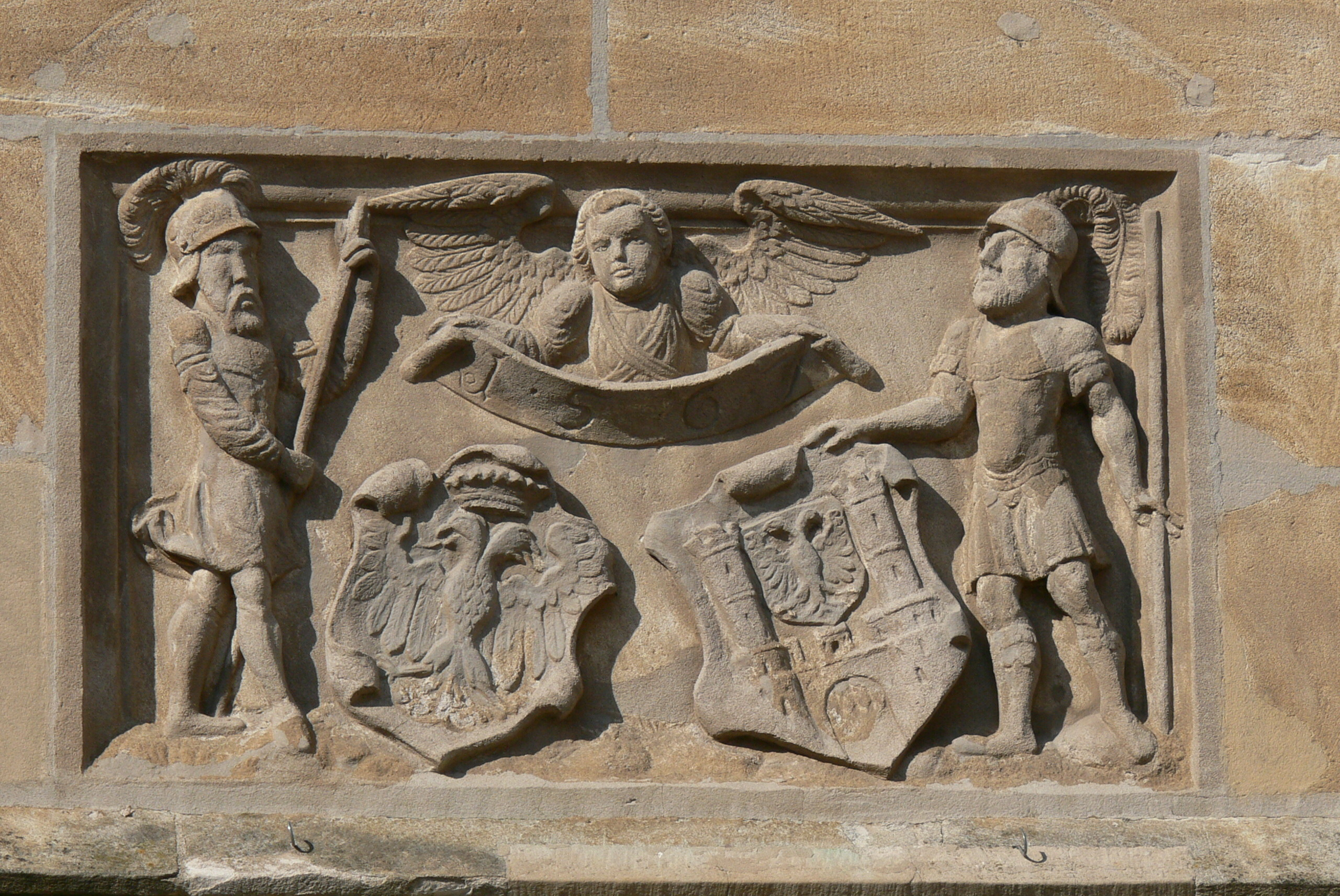
Relief am Reichsstädtischen Rathaus, das rechte Wappen ist das Stadtwappen